# 풍협과객
"풍협과객"은 한국에서 제작된 김종성 감독의 1977년 영화이다. 서영란 등이 주연으로 출연하였고 김인동 등이 제작에 참여하였다.

## 출연

### 주연
- 서영란
- 최무웅

## 기타
- 조명: 마용천
- 녹음: 유창국
- 미술: 이봉선